# Parnawa (prowincja)
Prowincja Parnawa (est. Pärnu maakond) – jedna z 15 prowincji w Estonii, znajdująca się w południowo-zachodniej części kraju.

## Podział administracyjny
Prowincja jest podzielona na 7 gmin:
Gminy miejskie:
1. Parnawa

Gminy wiejskie:
1. Häädemeeste
2. Kihnu
3. Lääneranna
4. Põhja-Pärnumaa
5. Saarde
6. Tori

Wcześniej, przed reformą administracyjną z 2017 roku, podzielona była na 21 gmin:
- Miejskie: Parnawa, Sindi, Vändra (miasto)
- Wiejskie: Are, Audru, Halinga, Häädemeeste, Kaisma, Kihnu, Koonga, Lavassaare, Paikuse, Saarde, Sauga, Surju, Tahkuranna, Tootsi, Tori, Tõstamaa, Varbla, Vändra (gmina wiejska)